# Rens & Rens
Rens & Rens was een particuliere onderwijsinstelling voor elektronica en radiotechniek in Hilversum, opgericht in 1925 en failliet gegaan in 2005. Behalve de opleiding, die zowel klassikaal (overdag en 's avonds) als schriftelijk kon worden gevolgd, was er tot 1 januari 1998 een internaat verbonden aan de school.

## Geschiedenis
De school werd in 1925 opgericht als telegrafistenopleiding en technische avondopleiding door de broers H. (Henk) en C. (Cees) Rens, vandaar de naamgeving "Rens & Rens".
Vanaf 1948 ging Rens & Rens ook dagopleidingen geven vanuit een pand aan de aan Snelliuslaan 8, de opleiding werd ook gegeven in Utrecht en Groningen. In 1953 verhuisde de school wegens ruimtegebrek naar Villa Corvin aan de Bergweg 33 in Hilversum. Hier werd ook een internaat aan de school toegevoegd. De school heette aanvankelijk Middelbare Technische Radioschool, na de invoering van de Mammoetwet in 1968 werd de opleiding hernoemd tot Hogere en Middelbare Technische School voor Elektronica Rens & Rens.
De villa aan de Bergweg werd, vanwege de slechte staat waarin het pand zich bevond, in 1987 gesloopt. De school en het internaat verhuisden naar een terrein aan de Emmastraat 62-66, het internaat en het secretariaat werden gevestigd in de op dat terrein aanwezige villa (het voormalige kantoor van het ziekenfonds) en op het terrein achter deze villa werden schoollokalen neergezet. Nadat de HTS-opleiding officieel erkend werd voor het ingenieursdiploma in 1996, ging de school ten slotte Hogeschool en MBO College Rens & Rens heten.
De school stond tot 1998 onder leiding van de familie Rens. De oprichter werd opgevolgd door zijn zoon F. (Freek) Rens, die op zijn beurt door zijn zoons C. (Cees) en R. (Ronald) Rens werd opgevolgd. Doordat er steeds minstens twee 'Rensen' aan de school verbonden waren (behalve directeur waren de Rensen ook docent), was er nooit aanleiding de naam van de school te wijzigen.
Op 14 december 2000 werd het 75-jarig jubileum van de school gevierd in Paviljoen Anna's Hoeve te Hilversum. De school was inmiddels niet meer in handen van de familie Rens, maar bleef wel zo heten.

## Opleiding
Er waren 2 studierichtingen, de 3-jarige opleiding tot Middelbaar Elektronicus en de 4½-jarige opleiding tot Hoger Elektronicus (waarvan het derde jaar een praktisch jaar was). De school was weliswaar particulier, maar door ver doorgevoerde efficiency (o.a. in eigen beheer uitgegeven lesmateriaal) bleef het schoolgeld relatief laag. Voor de opleiding tot Middelbaar Elektronicus had men minimaal MAVO of LTS nodig, voor de opleiding tot Hoger Elektronicus was dat minimaal havo of MTS, of (en daar was deze opleiding uniek in) een zg. voorbereidend jaar. Dit voorbereidend jaar had dezelfde toelatingseisen als de opleiding tot Middelbaar Elektronicus. Indien dit jaar met goed resultaat werd afgesloten kon de leerling doorstromen naar de opleiding tot Hoger Elektronicus, of naar het tweede jaar Middelbaar Elektronicus. Verder onderscheidde Rens & Rens zich in het feit dat er geen vakken naast het technische vakkenpakket werd onderwezen, behalve Technisch Engels. De school profileerde zich met de slogans Niet makkelijk om te doen, wél makkelijk om te hebben, en De enige met écht elektronica. De nadruk lag zeer sterk op wiskundige en theoretische vakken. Behalve dagonderwijs bood Rens & Rens tot eind jaren 80 nog steeds de mogelijkheid om de lessen in de avond of schriftelijk te volgen.
Beide opleidingen waren erkend door het het Nederlands Elektronica en Radio Genootschap (NERG) en het Ministerie van Economische Zaken. Het niveau van de schriftelijke examens werd door externe deskundigen bewaakt, en bij de mondelinge examens was een gecommitteerde aanwezig. Ook bij de keuze en de beoordeling van de afstudeeropdracht was een gecommitteerde van het NERG betrokken. Het eindoordeel van deze gecommitteerde was in zeer hoge mate bepalend voor het wel of niet behalen van de afstudeeropdracht. Aan de school waren (gast)docenten verbonden, afkomstig van gerenommeerde grote bedrijven en instellingen, zoals TNO, Philips en PTT Telecom. Hoewel het diploma aanvankelijk niet officieel werd erkend door het Rijk, werd het diploma vanwege de aan de school toegeschreven kwaliteit erkend door het bedrijfsleven.
Veel studenten gingen na het voltooien van de opleiding in de diverse sectoren van de elektronicatechniek en later vooral in de snelgroeiende ICT aan het werk. De school was een begrip in de radiotechniek, mede doordat in de jaren 50 de zevendelige boekenreeks "Handboek der radiotechniek" werd gepubliceerd (auteurs C. Rens en H. Rens, Th.J. Weijers et al., uitgegeven door Kluwer).
Vanaf 1990 was de school erkend door het Ministerie van Onderwijs, waardoor de studenten recht kregen op studiefinanciering en een OV-studentenkaart. De opleiding tot Hoger Elektronicus ten slotte werd in 1997 erkend als zodanig, dat de afgestudeerden de titel ing. mochten voeren, de school heette sindsdien Hogeschool en MBO College Rens & Rens.

## Verkoop en koerswijziging
In november 1998 kocht telecombedrijf Datelnet de school. Doel was om mensen op te leiden voor het bedrijf en participanten in de school (waaronder grote bedrijven als KPN, Telfort en Casema), zodat de te verwachten personeelstekorten van deze bedrijven in de toekomst opgevangen kon worden.
De villa aan de Emmastraat bleef in handen van de kleinzoon van de oprichter, Ronald Rens, die vervolgens naar Frankrijk vertrok.
Datelnet vormde de onderwijsinstelling om van een instelling waar uitsluitend elektronica werd gedoceerd, tot een instelling waar ook informaticaopleidingen gevolgd konden worden. Ondanks de mooie beloften van R. Rens en Datelnet directeur-eigenaar Hans Brus bij de overname ("Er zitten nu 500 studenten op Rens & Rens, en dat zullen er in 2002 zeker 2.000 zijn"), ging het toch fout. Door de peperdure UMTS-licenties en vooral door het barsten van de internetzeepbel in het voorjaar van 2001, stortte de ICT-markt volledig in. Datelnet kwam in zwaar weer terecht en moest veel mensen ontslaan. Inmiddels was Datelnet overgenomen door Internatio-Müller en ondergebracht in Imtech.

## Faillissement
In november 2002 werd de school door Imtech doorverkocht aan Intop van een onderwijsondernemer. Deze zuchtte al snel onder een enorme huurschuld: Ronald Rens vroeg 350.000 euro per jaar voor de gebouwen. Na een faillissement in mei 2004, de doorstart eind 2004 en de daarmee samenhangende verhuizing naar de oude Lucent-gebouwen op de Jan van der Heydenstraat 40, ging de school op 23 maart 2005 definitief failliet.
Het pand aan de Jan van de Heydenstraat werd betrokken door een islamitische school. Het oude internaat aan de Emmastraat 62-66 wordt verhuurd, in het gebouw is momenteel een kinderopvang gevestigd. De schoollokalen achter het voormalige internaatsgebouw hebben het adres Frans Halslaan 57a gekregen, in die gebouwen is momenteel de onderbouwafdeling van een internationale basisschool gevestigd.
De naam van de school leeft voort in de gelijknamige autorijschool, die door de achterkleinzoons van de oprichter wordt gerund.